# Burma (przystanek kolejowy)
Burma (kaz. Бұрма, ros. Бурма) – przystanek kolejowy i posterunek odstępowy w miejscowości Burma, w rejonie Szet, w obwodzie karagandyjskim, w Kazachstanie. Położony jest na linii Astana – Szu, na trasie Nowego Jedwabnego Szlaku.